# Nyūzen, Toyama
Nyūzen (japanska: 入善町?, Nyūzen-machi) är en landskommun i Toyama prefektur i Japan. Kommunen ligger vid Japanska havet.